# Schwanenhaus (Grenzübergang)

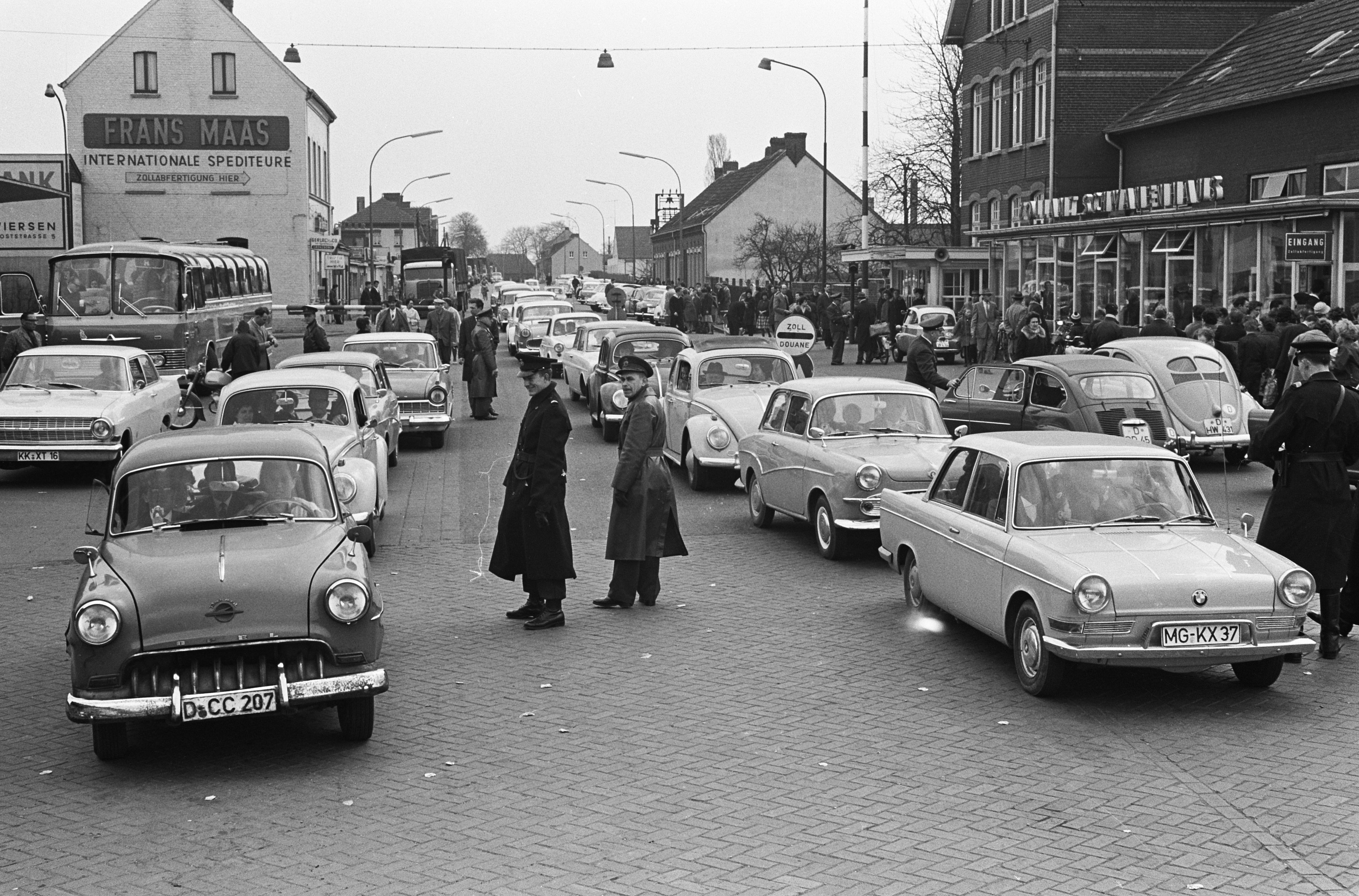
Grenzübergang und Zollamt Schwanenhaus (1963)

Schwanenhaus bezeichnet die deutsche Seite des ehemaligen Grenzüberganges zwischen Deutschland bei Nettetal im Kreis Viersen und den Niederlanden in der Provinz Limburg bei Venlo. Auf der niederländischen Seite der Grenze heißt sie offiziell „Keulse Barrière“. Bis April 2012 endete die linksrheinische Bundesautobahn 61 kurz vor dem Grenzübergang. Diese wurde verlängert und ist seitdem an die niederländische Nationalstraße A74 in Richtung Autobahnkreuz Tiglia angeschlossen, wo sie in die A73 übergeht. Die ehemalige Grenzübergangsstelle ist heute über die Anschlussstelle Nr. 1 der BAB 61 'Nettetal-West / Venlo-Ost' zu erreichen. Es befindet sich dort immer noch eine Dienststelle des Hauptzollamtes Krefeld und der Mautverwaltung.